# PT-109 (jeu vidéo)
Pour les articles homonymes, voir PT-109 (homonymie).
PT-109 est un jeu vidéo de simulation développé par Digital Illusions et édité par Spectrum Holobyte, sorti en 1987 sur DOS et Mac.
Le joueur y contrôle le PT-109, bateau commandé par John Fitzgerald Kennedy dans le Pacifique lors de la Seconde Guerre mondiale.

## Accueil
- Computer Gaming World : 2,5/5 (DOS/Mac)[1]
- Dragon Magazine : 4,5/5 (DOS)[2] - 4/5 (Mac)[3]